# Fate of Nations
| 전문가 평가   | 전문가 평가 |
| 평가 점수     | 평가 점수   |
| 출처          | 점수        |
| ------------- | ----------- |
| AllMusic      | [ 1 ]       |
| Music Box     | [ 2 ]       |
| Rolling Stone | [ 3 ]       |

《Fate of Nations》는 영국의 싱어송라이터 로버트 플랜트의 여섯 번째 스튜디오 음반으로, 1993년 5월 25일, 북미의 에스 파란자 레코드와 국제적으로 폰타나 레코드를 통해 발매되었다. 전 커팅 크루의 기타리스트 케빈 맥마이클이 참여한다. 노래 〈I Believe〉는 플랜트의 작고한 아들 카락에게 바치는 노래이다.
이 음반은 2002년 일곱 번째 스튜디오 음반 《Dreamland》로 컴백할 때까지 플랜트의 마지막 솔로 음반이었다.

## 배경
플랜트는 그의 음반을 다음과 같은 용어로 설명했다.
| “ | 이 프로젝트의 시작부터 1991년 1월경, 《Manic Nirvana》 투어 직후, 저는 제가 무엇을 할지 알고 있었습니다. 과거로 돌아가서 모비 그레이프, 제퍼슨 에어플레인, 팀 하딘, 퀵실버 메신저 서비스, 트래픽, 그리고 록의 다른 전환점 아티스트들을 들으면서 말이죠. 이 사람들은 청중에게 무언가를 말하려고 노력했습니다. 다양한 전통에 동참하면서, 탐색의 감각이 그들의 음향적이고 전자적인 주제에서 암시되고 결합되었습니다. 저는 또한 마음 깊은 산문의 전통에서 오는 생생한 이야기를 들려주려고 노력하며, 이 음반에서 제가 가사적으로 시도했던 것에 대해 자랑스럽습니다. | ” |

## 재발매
《Fate of Nations》는 2007년 3월 20일, 라이노 레코드에 의해 리마스터되고 재발매되었으며, 이 판에는 5개의 보너스 트랙이 포함되어 있다. 2019년 4월, 이 음반은 레코드 스토어 데이 2019를 위해 바이닐로 재발매되었다.

## 곡 목록
| #   | 제목                          | 작사·작곡                                    | 재생 시간 |
| --- | ----------------------------- | -------------------------------------------- | --------- |
| 1.  | 〈Calling to You〉            | 로버트 플랜트, 크리스 블랙웰                 | 5:48      |
| 2.  | 〈Down to the Sea〉           | 플랜트, 찰리 존스                            | 4:00      |
| 3.  | 〈Come Into My Life〉         | 플랜트, 블랙웰, 더그 보일, 케빈 맥마이클     | 6:32      |
| 4.  | 〈I Believe〉                 | 플랜트, 필 존스톤                            | 4:32      |
| 5.  | 〈29 Palms〉                  | 플랜트, 블랙웰, 존스, 보일, 존스톤           | 4:51      |
| 6.  | 〈Memory Song (Hello Hello)〉 | 플랜트, 존스톤, 존스, 블랙웰, 올리버 J. 우즈 | 5:22      |
| 7.  | 〈If I Were a Carpenter〉     | 팀 하딘                                      | 3:45      |
| 8.  | 〈Colours of a Shade〉        | 플랜트, 존스톤, 블랙웰, 마틴 올콕            | 4:43      |
| 9.  | 〈Promised Land〉             | 플랜트, 존스톤                               | 4:59      |
| 10. | 〈The Greatest Gift〉         | 플랜트, 블랙웰, 존스, 맥마이클, 존스톤       | 6:51      |
| 11. | 〈Great Spirit〉              | 플랜트, 존스톤, 맥마이클                     | 5:27      |
| 12. | 〈Network News〉              | 플랜트, 블랙웰                               | 6:40      |

| #   | 제목                            | 작사·작곡                          | 재생 시간 |
| --- | ------------------------------- | ---------------------------------- | --------- |
| 13. | 〈Colours of a Shade〉          | 플랜트, 존스톤, 블랙웰, 올콕       | 4:45      |
| 14. | 〈Great Spirit (Acoustic Mix)〉 | 플랜트, 존스톤, 맥마이클           | 3:02      |
| 15. | 〈Rollercoaster (Demo)〉        | 플랜트, 존스, 블랙웰, 보일, 존스톤 | 4:01      |
| 16. | 〈8:05〉                        | 돈 스티븐슨, 제리 밀러             | 1:49      |
| 17. | 〈Dark Moon (Acoustic)〉        | 플랜트, 레이너 프타섹              | 4:57      |

## 인증
| 국가                                                  | 인증 | 판매량/출하량 |
| ----------------------------------------------------- | ---- | ------------- |
| 러시아 (NFPF) reissue                                 | 골드 | 10,000*       |
| 미국 (RIAA)                                           | 골드 | 500,000^      |
| *판매량을 기반으로 한 인증 ^출하량을 기반으로 한 인증 |      |               |